# Leitzaran ibaia / Río Leitzaran
Leitzaran ibaia / Río Leitzaran este o arie protejată (arie specială de conservare — SAC, sit de importanță comunitară — SCI) din Spania întinsă pe o suprafață de 91,91 ha, integral pe uscat.

## Localizare
Centrul sitului Leitzaran ibaia / Río Leitzaran este situat la coordonatele 43°09′58″N 1°57′41″W / 43.1662°N 1.9615°V.

## Înființare
Situl Leitzaran ibaia / Río Leitzaran a fost declarat sit de importanță comunitară în decembrie 1997 pentru a proteja 1 specie de plante și 16 specii de animale. Situl a fost protejat și ca arie specială de conservare în octombrie 2012.

## Biodiversitate
Situată în ecoregiunea atlantică, aria protejată conține 4 habitate naturale: Fânețe de joasă altitudine (Alopecurus pratensis, Sanguisorba officinalis), Pajiști uscate europene, Păduri aluvionare cu Alnus glutinosa și Fraxinus excelsior (Alno-Padion, Alnion incanae, Salicion albae), Păduri de fag acidofile atlantice, cu subarboret de Ilex și, uneori, de asemenea, Taxus, la nivelul arbuștilor (Quercion robori-petraeae sau Ilici-Fagenion).
La baza desemnării sitului se află mai multe specii protejate:
- plante (1): Soldanella villosa
- păsări (8): fluierar de munte (Actitis hypoleucos), pescăruș albastru (Alcedo atthis), stârc cenușiu (Ardea cinerea), mierla de apă (Cinclus cinclus), capîntortură (Jynx torquilla), muscar sur (Muscicapa striata), cormoran mare (Phalacrocorax carbo), lăstun de mal (Riparia riparia)
- mamifere (4): Galemys pyrenaicus, nurcă (Mustela lutreola), liliacul mare cu potcoavă (Rhinolophus ferrumequinum), liliacul mic cu potcoavă (Rhinolophus hipposideros)
- nevertebrate (2): fluturele auriu (Euphydryas aurinia), rădașcă (Lucanus cervus)
- pești (2): Parachondrostoma miegii, somonul (Salmo salar)

Pe lângă speciile protejate, pe teritoriul sitului au mai fost identificate 4 specii de plante, 2 specii de păsări, 3 specii de mamifere, 1 specie de pești.